# Stan Horne
Stan Horne (sinh ngày 17 tháng 12 năm 1944) là một cựu cầu thủ bóng đá người Anh từng thi đấu ở vị trí tiền vệ. Horne là cầu thủ da đen đầu tiên thi đấu ở cả ba đội - Aston Villa, Manchester City và Fulham. Ông cũng thi đấu cho Chester, Denver Dynamos và Rochdale, có tổng cộng 201 lần ra sân ở Football League. Ông buộc phải giải nghệ bóng đá vì tăng huyết áp.